# Під чужими знаменами
Під чужими знаменами (англ. Under Strange Flags) — американський вестерн режисера Ірвіна Віллата 1937 року.

## Сюжет
1914 рік в Мексиці. Том Кеньон пробує безпечно перевезти вантаж срібла. Генерал Барранка знає, що Панчо Вілья хоче викрасти це срібло.

## У ролях
- Том Кін — Том Кеньон
- Луана Волтерс — Долорес Варгас
- Бадд Бастер — Текіла
- Моріс Блек — генерал Панчо Вілья
- Пол Саттон — Генерал Барранка
- Рой Д'Арсі — Капітан Моралес
- Пол Баррет — Денні де Варгас
- Джейн Вульф — місіс Кеньон
- Кріс-Пін Мартін — Лопес
- Дональд Рід — Гарсія